# Prêmio Rádio MEC
O Prêmio Rádio MEC é uma distinção anual concedida pela Rádio MEC, uma das emissoras mais antigas e importantes do Brasil. Tem como finalidade revelar e divulgar gravações de obras musicais inéditas, voltado para cantores, compositores e instrumentistas, valorizando a produção de artistas de todo o Brasil. Os homenageados são selecionados por uma comissão especializada, levando em consideração critérios como a qualidade artística da obra (música, letra, partitura e interpretação), sua originalidade e a qualidade da gravação. Ao longo de suas edições, o Prêmio Rádio MEC tem celebrado uma ampla diversidade de talentos, refletindo a riqueza e a vitalidade da produção radiofônica, musical e cultural. Os vencedores do prêmio são um testemunho do legado duradouro da Rádio MEC e sua contínua relevância como uma instituição cultural e educativa de destaque no país.

## Categorias
A premiação é composta por 12 prêmios: 
Júri: Melhor Música Clássica, Melhor Intérprete Música Clássica, Melhor Música Instrumental, Melhor Intérprete Música Instrumental, Melhor Música Infantil, Melhor Intérprete Música Infantil, Melhor Canção, Melhor Intérprete Vocal.
Voto popular: Melhor Música Clássica, Melhor Música Instrumental, Melhor Música Infantil, Melhor Canção.

## Vencedores

### 2023
Na categoria Música Clássica, o total de votos nas duas fases da eleição popular foi de 102.596. A composição vencedora, com 21.295 votos, foi "Novos Tempos", de Vitor Marques. O prêmio de Composição foi para "Em um certo dia de junho", de Ivanov Basso. Já o reconhecimento de Melhor Intérprete teve como vencedor Newton Schner Júnior, intérprete de "Passegiata di domenica".
A votação popular da categoria Música Instrumental alcançou 48.815 votos. A composição premiada, com 22.926 votos, foi "Mirante", de Roberto Barata. O reconhecimento de Composição distinguiu a "Artemis", de Jerome Charlemagne. O Grupo Sextante foi ganhador como Melhor Intérprete da mesma obra.
Entre as obras infantis, o público participou com 40.368 votos. A composição ganhadora, com 12.619 votos, foi "A África de dentro da gente", de Tereza Saci e Erickson Freitas. A mesma música foi reconhecida pelo júri com o prêmio de Composição e de Melhor Intérprete, com a Osso Banda.
Já na categoria Canção, a obra vencedora, "Coisa boa", de Luiza Pacheco, teve 17.184 votos de um universo de 51.895 cliques. O título de Composição foi para "Lambe-lambe", de Beto Márcio. Já o reconhecimento de Interpretação foi para Luiza Pacheco e Rafael Valverde, com a música "Coisa boa". 